# Campeonato Panamericano de Taekwondo de 2000
El XI Campeonato Panamericano de Taekwondo se celebró en Oranjestad (Aruba) en 2000 bajo la organización de la Unión Panamericana de Taekwondo.
En total se disputaron en este deporte dieciséis pruebas diferentes, ocho masculinas y ocho femeninas.

## Resultados

### Masculino
| Evento | Oro                                    | Plata                                  | Bronce                                                             |
| ------ | -------------------------------------- | -------------------------------------- | ------------------------------------------------------------------ |
| –54 kg | Gabriel Mecados · República Dominicana | Osvaldo Ávila Rozainz · México         | Geraldhy Altamirano · Ecuador · Gino Alonso Salcedo · Colombia     |
| –58 kg | Danny Vizcaíno · República Dominicana  | Kristian Licier Puerto Rico            | César Caraballo · Venezuela · Enzo Thompson · Ecuador              |
| –62 kg | Gabriel Sagastume · Guatemala          | Raymond Mourad · Canadá                | Andrés Sebastián · República Dominicana · Ricardo Rivera · Bolivia |
| –67 kg | Rodrigo Salazar · México               | Luis Espinal · República Dominicana    | Ricardo Álava · Ecuador · Jason Han · Estados Unidos               |
| –72 kg | Carlos Costa · Brasil                  | Roynar Ponce · Ecuador                 | Luis Fredes Meza · Chile · Fernando Durán · Bolivia                |
| –78 kg | Joshua Coleman Estados Unidos          | Walassi Aires · Brasil                 | Paul Pérez · Chile · Cristian Peñafiel · Ecuador                   |
| –84 kg | Richard An Estados Unidos              | Emiliano Garibay · México              | Pedro Anzola · Venezuela · Paul Franco · Canadá                    |
| +84 kg | George Weissfisch Estados Unidos       | Adalberto Nivar · República Dominicana | Rodrigo Mora · Costa Rica · Antonio Livio · Brasil                 |

### Femenino
| Evento | Oro                               | Plata                                | Bronce                                                       |
| ------ | --------------------------------- | ------------------------------------ | ------------------------------------------------------------ |
| –47 kg | Dalia Contreras · Venezuela       | Susana Arreguín Amezcua · México     | Mónica Urrego · Colombia · Juliana Rossa · Brasil            |
| –51 kg | Carmen Morales · México           | Roxanne Forget · Canadá              | Elena Franco · Ecuador · Mandy Meloon · Estados Unidos       |
| –55 kg | Paola Félix · México              | Jessica Paulina Morataya · Guatemala | Yurisay Ovalles · Venezuela · Natalie Caron · Canadá         |
| –59 kg | Elizabeth Evans Estados Unidos    | Iridia Salazar Blanco · México       | Paola Delgado · Colombia · Aparecida Santana Soares · Brasil |
| –63 kg | Elizabeth Mohammed Estados Unidos | Linda Forget · Canadá                | Nathalie Maza · Venezuela · Ineabella Díaz · Puerto Rico     |
| –67 kg | Barbara Pak · Canadá              | Simona Hradil Estados Unidos         | Heidy Juárez · Guatemala · Balma Naves · México              |
| –72 kg | Sanaz Shahbazi Estados Unidos     | Rebeca Quijas Luna · México          | Cherie Travis · Canadá · Dayana Guzmán · Venezuela           |
| +72 kg | Dominique Bosshart · Canadá       | Guadalupe Andrade · México           | Amy Blyth Estados Unidos Luz Medina Puerto Rico              |

## Medallero
| Núm. | País                 | Oro | Plata | Bronce | Total |
| ---- | -------------------- | --- | ----- | ------ | ----- |
| 1    | Estados Unidos       | 6   | 1     | 3      | 10    |
| 2    | México               | 3   | 6     | 1      | 10    |
| 3    | Canadá               | 2   | 3     | 3      | 8     |
| 4    | República Dominicana | 2   | 2     | 1      | 5     |
| 5    | Brasil               | 1   | 1     | 3      | 5     |
| 6    | Guatemala            | 1   | 1     | 1      | 3     |
| 7    | Venezuela            | 1   | 0     | 5      | 6     |
| 8    | Ecuador              | 0   | 1     | 5      | 6     |
| 9    | Puerto Rico          | 0   | 1     | 2      | 3     |
| 10   | Colombia             | 0   | 0     | 3      | 3     |
| 11   | Bolivia              | 0   | 0     | 2      | 2     |
| 11   | Chile                | 0   | 0     | 2      | 2     |
| 13   | Costa Rica           | 0   | 0     | 1      | 1     |
|      | TOTAL                | 16  | 16    | 32     | 64    |